# Il calmante
Il calmante è una novella di Samuel Beckett scritta in francese e pubblicata per la prima volta in Nouvelles et textes pour rien, presso le Éditions de Minuit di Parigi nel 1955, volume che contiene anche le novelle Lo sfrattato e La fine, e i tredici Testi per nulla. La traduzione in inglese, fatta dall'autore stesso, è uscita nel 1967 con il titolo The Calmative, all'interno della raccolta No's Knife presso la John Calder di Londra.
In italiano è stata tradotta da Carlo Cignetti nel 1967, quindi unita a Primo amore, nel 1971.

## Trama
L'io narrante è un cadavere che spaventato dalla propria decomposizione si racconta da solo una storia, per calmarsi. La storia è nuovamente (come in Lo sfrattato) quella di un uomo scacciato di casa che vaga, ma qui capisce che deve orientarsi seguendo le stelle, guarda in alto e si accorge che però ci sono le nuvole.

## Edizioni
- Samuel Beckett, Le calmant, in Nouvelles et textes pour rien, Éditions de Minuit, Paris, 1955
- id., The Calmative, in No's Knife, Calder, London, 1967
- id., Il calmante, in Novelle e testi per nulla, trad. Carlo Cignetti, "La ricerca letteraria", Einaudi, Torino, 1967
- id., in Primo amore, "Supercoralli", Einaudi, Torino, 1971
- id., in Primo amore - Novelle - Testi per nulla, "Nuovi coralli" n. 250, Einaudi, Torino, 1974, pp. 55–75.
- id., in Racconti e prose brevi, a cura di Paolo Bertinetti, "Letture", Einaudi, Torino, 2010, ISBN 978-88-06-20215-6